# 484 Піттсбургія
484 Піттсбургія (484 Pittsburghia) — астероїд головного поясу, відкритий 29 квітня 1902 року Максом Вольфом у Гейдельберзі.